# Ngôi sao ma thuật
Một ngôi sao ma thuật n-điểm là một đa giác sao có ký hiệu Schläfli biểu tượng { n / 2}, trong đó con số này được đặt tại mỗi n đỉnh và n giao điểm, như vậy mà bốn số trên mỗi dòng có cùng một hằng số ma thuật.  Một ngôi sao ma thuật bình thường chứa các số nguyên liên tiếp 1 đến 2 n. Không có con số nào được lặp lại. Hằng số ma thuật của một ngôi sao ma thuật bình thường có n điểm là M  = 4 n  + 2.
Không có đa giác sao nào có ít hơn 5 điểm và việc xây dựng một ngôi sao ma thuật 5 cánh bình thường hóa ra là không thể. Có thể chứng minh rằng không tồn tại ngôi sao 4 cánh nào thỏa mãn điều kiện ở đây. Do đó, các ví dụ nhỏ nhất của các ngôi sao ma thuật bình thường là 6 cánh. Một số ví dụ được đưa ra dưới đây. Lưu ý rằng đối với các giá trị cụ thể của n, các ngôi sao ma thuật n điểm còn được gọi là quẻ ma thuật, v.v. 
|                     |                           |                          |
| Quẻ ma thuật M = 26 | Heptagram ma thuật M = 30 | Ngôi sao ma thuật M = 34 |